# باک‌هال (ویرجینیا)
باک‌هال (به انگلیسی: Buckhall) یک منطقهٔ مسکونی در ایالات متحده آمریکا است که در شهرستان پرنس ویلیام، ویرجینیا واقع شده‌است. باک‌هال ۱۶٬۲۹۳ نفر جمعیت دارد.